# 慶安駅
慶安駅（けいあんえき 中国語: Qing'an:チンアン）とは、中華人民共和国黒竜江省綏化市慶安県に位置する綏佳線の駅。

## 歴史
- 1937年　開業。

## 隣の駅
中華人民共和国鉄道部
綏佳線
竜船駅 - 慶安駅 - 双豊駅
座標: 北緯46度53分10秒 東経127度29分48秒 / 北緯46.886度 東経127.4967度